# بوني بيرغن
بوني بيرغن (بالإنجليزية: Bonnie Bergin)‏ هي مدربة كلاب ‏ أمريكية، ولدت في 1945 في بورت أنجلوس في الولايات المتحدة.

## وصلات خارجية
- الموقع الرسمي